# Platorish nebo
Platorish nebo là một loài nhện trong họ Trochanteriidae. Loài này phân bố ở Queensland.